# 望月重隆
望月 重隆（もちづき しげたか）は、平安時代末期から鎌倉時代にかけての武士・御家人。
当初は木曾義仲に仕え、義仲が鎌倉に嫡男・義高を人質に出した際、同族の海野幸氏と共に随従する。望月氏や同族の海野氏が義仲に重用されたのは、望月牧の馬にあった。当時、1500頭の馬を常時飼育しており、義仲に動員されていた。
義仲没落後は鎌倉幕府の御家人となる。文治4年（1188年）、奥州合戦に従い、建久5年（1194年）の安田義定・義資父子の謀反を、幕命により追討している。
重隆は弓の名手で鶴岡八幡宮の放生会や流鏑馬、弓初めの射手に選ばれるほどの腕前で、建久6年3月（1195年）の源頼朝上洛の際は住吉大社での流鏑馬で東国の代表者として幸氏と共に参加した。「望月弓上手」と呼ばれ、幸氏・武田信光・小笠原長清と並んで「弓馬四天王」と称された。